# أيدع ساندري
أيدع ساندري (الاسم العلمي: Dracaena sanderiana)، نوع من النباتات المُزهرة يتبع فصيلة الهليونية، موطنه الأصلي شرق آسيا وجنوب شرق آسيا. سُمي على البستاني الألماني الإنجليزي هنري فريدريك كونراد ساندر (1847-1920). يُسوق النبات عادًة باسم "الخيزران المحظوظ".